# 原肾管
原肾管（英語：protonephridium）是很多两侧对称的无脊椎动物（扁形动物、线虫动物、纽形动物、内肛亚门苔藓动物）的主要排泄器官，成对出现。它是只有一端开口的盲管，通常有很多分支，遍布生物体内各处，收集废液。原肾管由胚胎的外胚层内陷形成，而且是细胞内管。
原肾管主要起到排泄和维持渗透压的作用。扁形动物生活在淡水环境中，原肾管就要产生低渗液体并排出体外。而行寄生生活的扁形动物，因为宿主与之是等渗，所以原肾管在此则承担排泄废物的任务。

## 原肾管的组织学结构
原肾管壁由焰细胞和管细胞组成。
焰细胞向管腔侧有一条鞭毛，外型形似火焰，故得名。焰细胞的纤毛不断扑动，这样产生的负压成为体液通过原肾管的动力，从而起到过滤作用。

## 原理
原肾管是只有一端开口的盲管。在盲端有焰细胞，它们不断的向内摆动，形成了一股向肾孔方向的液体流并且使得盲端形成局部负压，管盲端外的体液会被吸过来并通过细胞流到原肾管。基底膜有一定大小的孔，起到过滤作用。经过滤的体液会顺着管细胞形成的管道流到肾孔，再被排到体外。

## 参看
- 后肾管